# Permanent Black
Permanent Black — независимое издательство со штаб-квартирой в Раникхете, Индия. Оно было основано в 2000 году писательницей Анурадхой Рой и её мужем, редактором Рукуном Адвани. Издательство считается одним из крупнейших академических изданий Индии и сотрудничает с Университетом Ашоки для публикации научной серии под названием Hedgehog and Fox («Ёж и лиса») под редакцией историка Рудрангшу Мукерджи. Издательством опубликованы книги таких известных учёных, как Санджай Субраманьям, Музаффар Алам, Ромила Тапар, Таника Саркар, Судипта Кавирадж, Шелдон Поллок, Нираджа Гопал Джаял, Ниведита Менон, Рамачандра Гуха, Арвинд Кришна Мехротра, Мукул Шарма, Каушик Басу и Партха Чаттерджи. Их книги распространяются индийским издательством Orient Blackswan. В прошлом издательство сотрудничало с различными зарубежными университетскими издательствами, такими как University of California Press, Harvard University Press, Princeton University Press, University of Chicago Press, University of Washington Press и State University of New York Press, с целью совместной публикации их произведений в Европе и США.